# Louis Diémer

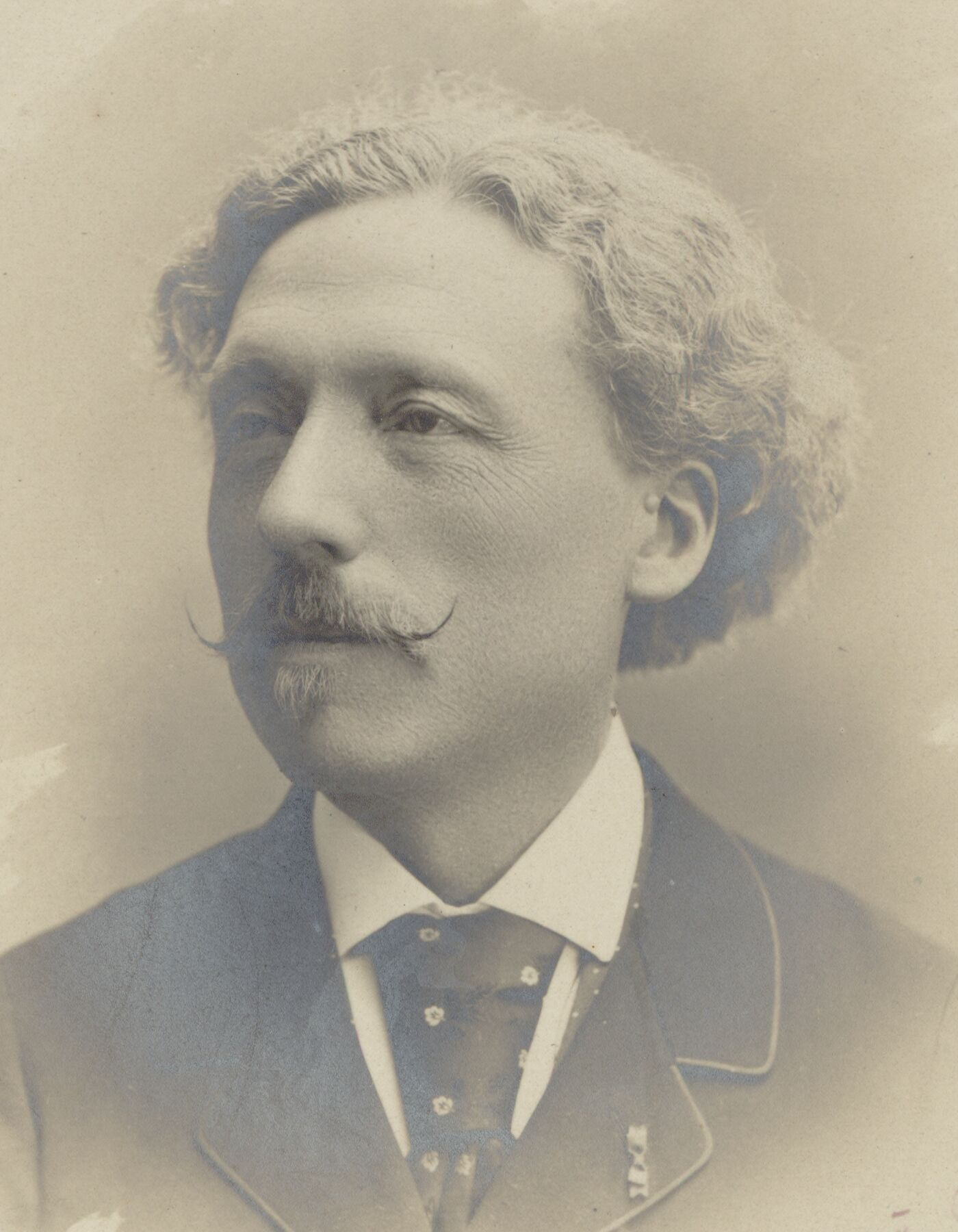
Louis Diémer.

Louis-Joseph Diémer, född 14 februari 1843 i Paris, död där 21 december 1919, var en fransk pianist av tysk härstamning. 
Diémer, som 1888 blev professor i pianospel vid Conservatoire de Paris, komponerade åtskilliga instrumentalverk, höll framgångsrika historiska klaverföredrag och ägnade sig främst åt upplivandet av den äldre pianolitteraturen.